# كوينغتون (كامبريدجشير)
كوينغتون (بالإنجليزية: Covington, Cambridgeshire)‏ هي قرية و أبرشية مدنية تقع في المملكة المتحدة في إنجلترا. يقدر عدد سكانها بـ 78 نسمة .